# Vernetta M Nay Moberly
Vernetta M Nay Moberly és una activista mediambiental estatunidenca que amb el temps ha recopilat molta informació dels ancians de la comunitat Iñupiat (grup de nadius d'Alaska, el territori tradicional del qual s'estén aproximadament al nord-est des de Norton Sound al mar de Bering fins a la part més septentrional de la frontera Canadà-Estats Units) i ha transmès els seus coneixements a la pròxima generació per intentar lluitar contra el canvi climàtic.
Els iñupiat s’han preocupat pel canvi climàtic que amenaça el seu estil de vida tradicional. La tendència a l'escalfament de l'Àrtic afecta el seu estil de vida de moltes maneres, per exemple: l'aprimament del gel marí fa que sigui més difícil caçar balenes, foques, morses i altres aliments tradicionals, ja que canvia els patrons de migració dels mamífers marins que depenen en els fluxos de gel i l'aprimament del gel marí pot provocar la caiguda de persones a través del gel; els hiverns més càlids fan que els viatges siguin més perillosos i menys previsibles a mesura que es formen més tempestes; el gel marí de formació posterior contribueix a augmentar les inundacions i l'erosió al llarg de la costa, ja que hi ha un augment de les tempestes de tardor, que posa en perill directament molts pobles costaners.
Vernetta M Nay Moberly va ser nomenada per la British Broadcasting Corporation (BBC) com una de les 100 Dones de l'any, una llista de 100 dones inspiradores i influents de tot el món, de l'any 2020